# Économie linéaire
 (janvier 2015).
Si vous disposez d'ouvrages ou d'articles de référence ou si vous connaissez des sites web de qualité traitant du thème abordé ici, merci de compléter l'article en donnant les références utiles à sa vérifiabilité et en les liant à la section « Notes et références ».
L'économie linéaire est un type d'économie plutôt de mauvaise qualité qui repose sur un modèle dit « en file indienne  » et qui date de l’époque de l’industrialisation. 

## Principe
Le modèle linéaire consiste d'abord à extraire ou à récolter les matières premières, comme la récolte du blé qui se pratique dans les exploitations agricoles, ou encore, l’extraction du pétrole dans des gisements pétroliers.
Ensuite, ces matières premières sont utilisées pour fabriquer des produits et pièces — dans le cas du blé par exemple, c’est la fabrication de la farine, pour le pétrole ce serait la fabrication du plastique et des produits pétrochimiques.
Dans un troisième temps, les éléments obtenus sont assemblés en composants. Le plastique, obtenu à partir du pétrole, devient ainsi des produits d’emballage, des jouets, des meubles, comme il peut être associé à d’autres composantes et donner des vêtements, des téléphones portables, etc. Dans le cas de la farine, cette dernière est mélangée à de la levure et de l’eau pour fabriquer de la pâte à pain.
Enfin, les produits finalisés sont alors commercialisés à travers un réseau de distribution : les produits alimentaires sont distribués dans les grandes surfaces ; les jouets ou les téléphones portables sont commercialisés dans des réseaux de distribution spécialisés.
C’est alors que les différents produits sont achetés et utilisés par les clients. Une fois que les produits ont atteint leur fin de vie, ils sont le plus la plupart du temps jetés. Tout au long de ce processus, de l'énergie est consommée, à chacune des étapes.
Rémy Le Moigne résume l'économie linéaire comme suit, dans son ouvrage intitulé L'Économie circulaire : « Notre économie est ainsi basée sur le modèle linéaire qui se résume à 'extraire ̶̶̶  fabriquer ̶̶̶  consommer ̶̶̶  jeter', qui consomme des ressources naturelles et de l’énergie pour fabriquer des produits qui deviendront, en fin de compte, des déchets ».

## Impacts environnementaux
L’économie dite linéaire a des impacts sur l’environnement à plusieurs niveaux. Elle influe à la fois sur la consommation des ressources et de l’énergie mais également sur la production des déchets. Cela, dans la mesure où cette forme d’économie, se base sur le préétabli que les besoins anthropiques ne peuvent en rien épuiser les ressources naturelles.

### Consommation de ressources
Dans le cadre de la consommation des ressources, étant donné que le coût du travail demeure plus important que celui des matières, les ressources demeurent inefficacement utilisées par les industriels. Des mannes financières sont souvent utilisées par de nombreux pays en vue de subventionner leur (les ressources) coût réel. 
Il urge de souligner que contrairement au mode de pensée sur l’abondance et la disponibilité éternelle des ressources naturelles, leurs réserves peuvent s’épuiser plus vite que prévu. Leur utilisation en constante augmentation pourrait en être la cause de cet épuisement. La croissance démographique mondiale,  quasi-démesurée,  d’une part et de sa classe moyenne d’autre part va amplifier la demande en énergie d’ici 2050.

### Consommation d’énergie
Dans le cadre de la consommation d’énergie, s’observe cette même situation dramatique qu’au niveau de la consommation des ressources. Comme pour ces dernières, les industriels ne sont pas aussi encouragés à réduire leur consommation énergétique. La même cause produisant les mêmes conséquences ; la sous valorisation des ressources du fait de la forte subvention des énergies fossiles reste un encouragement leur forte utilisation. Comme corollaire, à cette réalité, l’utilisation des énergies renouvelables demeure marginale. Alors que cela pouvait induire à une création d’emploi.

### Production des déchets
En ce qui concerne la production des déchets, il faut noter que les ressources utilisées dans le cadre de l’économie linéaire sont en grande partie transformées en déchets. Les industriels sont connus pour être les plus grands émetteurs de déchets. Des initiatives n’ont pas eu  lieu pour les encourager à réduire leurs déchets. Le coût de l’élimination des déchets dits dangereux ayant augmenté ayant augmenté à la fin des années 1980 en France, on assiste à l’envoi de ces mêmes produits toxiques en Europe de l’Est en dans les pays en voie de développement.
Le schéma de production des déchets est bien connu. Ils sont produits par les biens, une fois arrivée en fin de vie, mais aussi par le processus de production.